# Franz Vlassits
Franz svobodný pán Vlassits (uváděn též jako Vlasits, případně chorvatsky Franjo Vlašić mladší) (17. května 1827 Eisenstadt – 16. června 1884 Penzing) byl rakousko-uherský generál chorvatského původu. V c. k. armádě sloužil od roku 1845, bojoval v několika válečných taženích a několik let zastával funkci císařského pobočníka. Uplatnil se ve vojenské diplomacii a v letech 1869–1883 zastával post sekčního šéfa na ministerstvu války. Svou kariéru završil jako velitel 10. armádního sboru v Brně (1883–1884), ve vojsku dosáhl druhé nejvyšší hodnosti polního zbrojmistra (1883).

## Životopis
Pocházel z chorvatské šlechtické rodiny, byl starším synem c. k. polního podmaršála a chorvatského bána Franja Vlašiće (1766–1840). Studoval na Technické vojenské akademii ve Vídni a jako poručík vstoupil v roce 1845 do armády. Během revolučních let 1848–1849 byl štábním důstojníkem v Itálii, kde mimo jiné bojoval v bitvě u Novary. V roce 1850 byl povýšen na kapitána a od roku 1851 působil u spolkové komise ve Frankfurtu nad Mohanem. V roce 1859 získal hodnost majora a ve válce se Sardinií byl šéfem štábu 6. armádního sboru. Jako podplukovník (1862) byl jmenován křídelním pobočníkem (Flügel-Adjutant) císaře Františka Josefa, později se zúčastnil dánsko-německé války. V roce 1865 byl povýšen na plukovníka, stal se velitelem pěšího pluku č. 27 a zúčastnil se prusko-rakouské války, kde bojoval v bitvě u Hradce Králové (1866). V letech 1866–1869 se svým plukem pobýval v Prešpurku.
Řadu let působil ve funkci prvního sekčního šéfa na ministerstvu války (1869–1883) a mezitím postupoval v hodnostech (generálmajor 1870, polní podmaršál 1875). Podílel se na plánech tažení do Bosny a Hercegoviny (1878) a v letech 1880–1882 pracoval na rozdělení zemských oblastních velitelství Rakouska-Uherska do patnácti armádních sborů. Sám se nakonec v závěru kariéry stal velitelem 10. armádního sboru v Brně (1883–1884), respektive zemským velitelem pro Moravu a Slezsko a k datu 1. května 1883 byl povýšen do hodnosti polního zbrojmistra. V té době byl však již vážně nemocen a počátkem roku 1884 odešel na dovolenou, ve funkci velitele v Brně ale zůstal formálně až do smrti v červnu 1884.

## Tituly a ocenění
Od roku 1832 užíval titul svobodného pána, který získal jeho otec. Jako sekční šéf na ministerstvu války obdržel v roce 1877 titul c. k. tajného rady s nárokem na oslovení Excelence. Od roku 1883 byl čestným majitelem pěšího pluku č. 81 dislokovaného v Jihlavě. Během své vojenské kariéry obdržel řadu vyznamenání v Rakousku-Uhersku i od zahraničních panovníků.

### Rakousko-Uhersko
- komandér Řádu sv. Štěpána
- Řád železné koruny I. třídy
- rytířský kříž Leopoldova řád s válečnou dekorací

### Zahraničí
- Řád svaté Anny I. třídy (Rusko)
- Řád červené orlice I. třídy (Prusko)
- Řád koruny (Prusko)
- Řád Karla III. (Španělsko)
- rytíř Řádu Albrechtova (Sasko)
- Řád Leopolda (Belgie)
- Řád svatého Řehoře Velikého (Papežský stát)
- Řád Adolfa Nasavského (Nasavsko)

Jeho mladší bratr Karel (1830–1891) sloužil také v armádě a dosáhl hodnosti polního podmaršála.